# Кендиш Юрій Ігорович
Юрій Ігорович Кендиш (біл. Юрый Ігаравіч Кендыш, рос. Юрий Игоревич Кендыш; 10 червня 1990, Мінськ) — білоруський футболіст, півзахисник клубу «Жальгіріс».

## Кар'єра

### Клубна
Грав за поставський ПМЦ, мінське МТЗ-РІПО (пізніше — «Партизан»).
У січні 2012 року підписав контракт з «Торпедо-БелАЗ». У серпні 2012 року перебував на перегляді в підмосковних «Хімках», але не підійшов і швидко підписав контракт зі «Славією-Мозир».
У січні 2013 року перейшов в брестське «Динамо». У «Динамо» не був основним гравцем основи, але нерідко з'являвся в стартовому складі на позиції опорного півзахисника. У грудні 2013 року по закінченні контракту покинув брестський клуб.
У березні 2014 року поповнив склад дебютанта литовської A Ліги — футбольного клубу «Тракай». У складі «Тракая» став стабільно виступати в основному складі. За підсумками сезону 2014 року був визнаний найкращим півзахисником чемпіонату Литви.
В січні 2015 року відправився на перегляд до табору чемпіона Литви — вільнюського «Жальгіріса». Після успішного перегляду в лютому 2015 року підписав контракт зі столичним клубом. У складі «Жальгіріса» став одним з основних гравців і допоміг клубу виграти чергове чемпіонство.
Підготовку до сезону 2016 року почав у складі «Жальгіріса», але в лютому прибув на перегляд у борисовський БАТЕ і незабаром підписав контракт. Швидко закріпився в основі борисовчан на позиції опорного півзахисника. У травні 2016 року не грав через травму, пізніше повернувся в склад.

### Міжнародна
У 2011—2012 роках грав за молодіжну збірну Білорусі.
9 листопада 2016 року дебютував у національній збірній Білорусі в товариському матчі проти Греції (1:0).

## Досягнення
- Чемпіон Литви: 2015, 2024
- Володар Кубка Литви: 2015
- Чемпіон Білорусі: 2016, 2020, 2021
- Володар Суперкубка Білорусі: 2016, 2017, 2021
- Чемпіон Молдови: 2017, 2018, 2019
- Володар Кубка Молдови: 2019
- Володар Суперкубка Литви: 2025
- У списку 22 найкращих футболістів чемпіонату Білорусі: 2016
- Найкращий бомбардир Чемпіонату Молдови: 2019